# サントラン駅 (LRT)
サントラン駅（サントランえき、英語: Santolan station）は、フィリピン・マニラ首都圏のマリキナ市にあるマニラLRT2号線の駅である。駅名は隣接するパシッグ市のバランガイ・サントランに由来している。

## 歴史
- 2003年4月5日：レクト駅 - 当駅間開業に伴い開設。LRT2号線の終着駅となる。
- 2019年10月3日：アノナス駅 - カティプナン駅間の整流変電所が火災に遭い、閉鎖[1]。
- 2021年1月22日：整流器の修理が完了し、営業再開[2]。
- 2021年7月5日 ：LRT2号線の当駅 - アンティポロ駅間延伸開業に伴い中間駅となる[3]。

## 駅構造
島式ホーム1面2線を有する高架駅である。LRT2号線で唯一の島式ホームを有する駅である。

## 駅周辺
- BFCT East Metro Manila Transport Terminal
- SM City Marikina
- Riverbanks Center
- Bali Oasis
- College of Arts and Sciences of Asia and Pacific